# Мукагов, Пётр Николаевич
Пётр Никола́евич Мука́гов (18 марта 1936, с. Иран, СОАССР, РСФСР, СССР — 10 мая 2016, Владикавказ, РСО-Алания, Российская Федерация) — советский осетинский и российский оперный певец (тенор), педагог. Солист Северо-осетинского государственного театра оперы и балета. Народный артист Республики Северная Осетия — Алания (2011).

## Биография
Родился в селе Иран Северо-Осетинской АССР. Поступил во Владикавказский нефтяной техникум. По окончании техникума работал в Кавгипроцветмете.
В 1958 году принял участие в конкурсе самодеятельных коллективов в клубе декабристов и стал его лауреатом. Учился у педагога и оперной певицы Фриды Нусиновой, и через год поступил во Владикавказское училище искусств на отделение вокала. Почти сразу после поступления был принят в Северо-осетинский музыкально-драматический театр. По окончании училища, был рекомендован министерством культуры СОАССР, для поступления в Ленинградскую консерваторию, но руководство театра не отпустило его из-за постановки премьерной оперы Верди «Травиата».
В 1963 году поступил в Бакинскую консерваторию (педагог Нина Валацци). В годы учёбы в консерватории был дружен с Муслимом Магомаевым. По окончании консерватории, стал солистом  Бакинской хоровой капеллы. Вскоре вернулся в Орджоникидзе. С 1969 года солист музыкально-драматического, а с 1972 года Государственного театра оперы и балета СОАССР.
В стенах театра исполнил почти весь классический оперный репертуар. Также исполнял партии из опер советских осетинских, грузинских, азербайджанских композиторов.

## Партии
- Трике («Евгений Онегин» П. Чайковский)
- Амран («Коста» Х. Плиев)

и другие.

## Награды
- Заслуженный артист СОАССР
- Народный артист Республики Северная Осетия — Алания (2011)